# Stade Althawra
Le Stade Althawra, également sous le nom complet de Stade sportif de la ville d'Althawra (en arabe : مدينة الثورة الرياضية), est un stade de football yéménite basé à Althawra, quartier de la ville de Sanaa, la capitale du pays.
Le stade, doté de 30 000 places (avant les bombardements) et inauguré en 1986, sert d'enceinte à domicile pour l'équipe du Yémen de football ainsi que pour le Al Ahli Sanaa.

## Histoire
Le stade ouvre ses portes en 1986 avec un coût de construction total de 20 000 000 $.
Durant l'Opération Tempête décisive de l'armée saoudienne sur le pays en 2015, le stade est bombardé et partiellement détruit. Il est à nouveau bombardé en 2016.